# Aston (månkrater)
För andra betydelser, se Aston (olika betydelser).
Aston är en månkrater som ligger på den nordvästra delen av månen. På grund av dess läge syns kraten knappt på grund av librationen. Den ligger öster om kratern Röntgen och med längre avstånd väster om Ulugh Beigh på kanten till Oceanus Procellarum. Söder om kratern Aston ligger Voskresenskiy.
Kratern är uppkallade efter kemisten och fysikern Francis Aston.
Fälgen på Aston har slitits ner och avrundats på grund av subseqvent påverkan.